# Estrellato
Gabriel Alejandro Treviño Flores, mer känd under sitt artistnamn Estrellato, född 25 februari 1992 i Mission, Texas är en amerikansk-mexikansk fribrottare inom den mexikanska stilen lucha libre. 
Estrellato är uppväxt i Reynosa där han brottats sedan 2008, men även i Texas och övriga Tamaulipas och vunnit titelmatcher. I november 2023 förlorade han sin mask i en match mot storstjärnan från Lucha Libre AAA Worldwide, Psycho Clown och blev således tvungen att avslöja sin identitet. Efter detta skrev han dock själv kontrakt med Lucha Libre AAA och har brottats flera matcher för förbundet efter att ha varit en av vinnarna i en talangsökning.